# Sphecodes chibaensis
Sphecodes chibaensis är en biart som beskrevs av Kazuhiko Tsuneki 1984. Sphecodes chibaensis ingår i släktet blodbin, och familjen vägbin. Inga underarter finns listade i Catalogue of Life.